# 九州龙谷短期大学
九州龙谷短期大学（日语：／ Kyushu Ryukoku Tanki Daigaku *），简称龙短（りゅうたん），是一所位于日本佐贺县鸟栖市的私立短期大学。

## 概要

### 简介
- 学校最早可以追溯到1878年[1]。1952年，短期大学由学校法人佐贺龙谷学园成立[1]。教育的基础是亲鸾的佛教思想。

### 历史
- 1952年 佐贺龙谷短期大学成立并同时设置佛教科。
- 1954年 日文科成立。
- 1962年 保育科成立。
- 1985年 校园从佐贺市迁到鸟栖市，校名变更为九州龙谷短期大学[1]。
- 2001年 佛教科日文科招生最后。
- 2002年 人类群体学科[1][注 1]成立。佛教科日文科停止招生。
- 2004年 佛教科日文科停办[2]。

### 宪章
- 请参看九州龙谷短期大学的标志 （页面存档备份，存于） （日語） 2013年11月22日阅览。

## 学校环境
- 校区：在佐贺县鸟栖市。1985年校园迁至佐贺市。

## 历任校长
- 贞松征夫：现在短期大学校长[3]

## 组织

### 学科
- 保育科[1]
- 人类群体学科[1][注 1]成立2002年。

### 前学科
- 佛教科[1][注 2]。
- 日本文学科[1][注 2]。
- 保育科[1]

### 专科
| - 没有 |

### 附属机关
| - 九州龙谷短期大学附属龙谷托儿所：成立于2010年 |

### 附属学校
| - 九州龙谷短期大学附属幼儿园 |

## 相关链接
- 日本短期大学列表
- 龙谷大学短期大学部